# 엘레나 게오르게

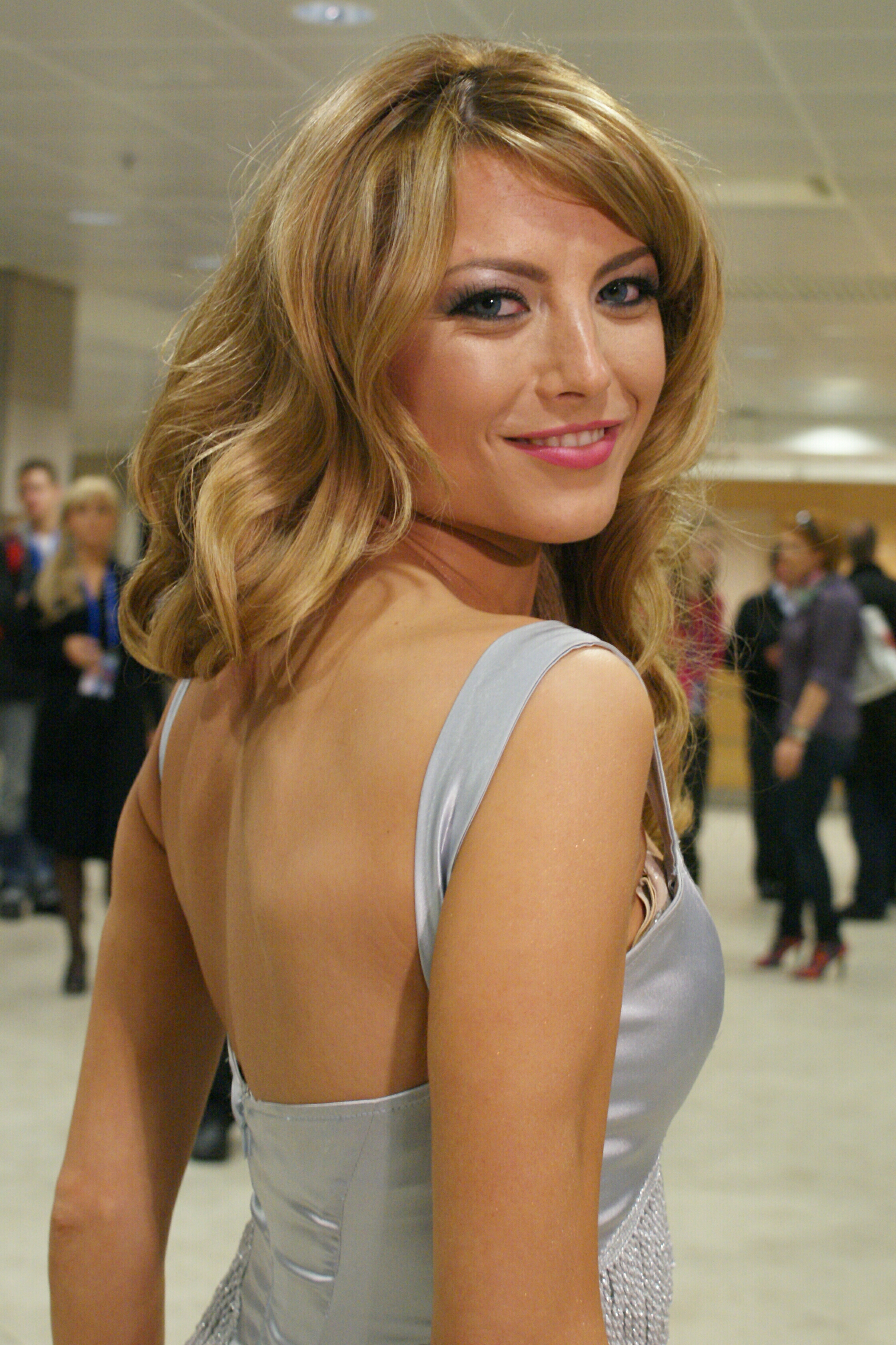

엘레나 게오르게(Elena Gheorghe, 1985년 7월 30일 ~ )는 루마니아의 가수이다. 2000년 상반기에 루마니아의 팝 그룹 만딩가에 들어갔으며 그곳에서 2개의 음반을 발매했다. 2006년, 그룹에서 나와서 솔로 경력을 추구하였다. 3개의 스튜디오 음반과 1개의 컴필레이션 음반을 발매했다. 루마니아 톱 100에서 데뷔 싱글 "Vocea Ta"와 함께 톱 10의 성적을 거두었다.

## 디스코그래피

### 스튜디오 음반
- 2006: Vocea Ta
- 2008: Te Ador
- 2012: Disco Romancing
- 2019: Lunâ Albâ

### 만딩가 참여 음반
- 2003: ...de corazôn
- 2005: Soarele Meu

### 컴필레이션
- 2008: Lilicea Vreariei 
(Elena Gheorghe & Gica Coada)